# Macau Open 2010
Die Macau Open 2010 im Badminton fanden vom 7. Juli bis zum 1. August 2010 in Taipa, Macau, statt.

## Austragungsort
- Cotai Arena, Taipa, Macao

## Sieger und Platzierte
| Veranstaltung | Gold                          | Silber                         | Bronze                                  |
| ------------- | ----------------------------- | ------------------------------ | --------------------------------------- |
| Herreneinzel  | Lee Chong Wei                 | Lee Hyun-il                    | Simon Santoso                           |
| Herreneinzel  | Lee Chong Wei                 | Lee Hyun-il                    | Boonsak Ponsana                         |
| Dameneinzel   | Li Xuerui                     | Adriyanti Firdasari            | Zhou Mi                                 |
| Dameneinzel   | Li Xuerui                     | Adriyanti Firdasari            | Cheng Shao-chieh                        |
| Herrendoppel  | Ko Sung-hyun Yoo Yeon-seong   | Alvent Yulianto Hendra Gunawan | Markis Kido Hendra Setiawan             |
| Herrendoppel  | Ko Sung-hyun Yoo Yeon-seong   | Alvent Yulianto Hendra Gunawan | Cho Gun-woo Kwon Yi-goo                 |
| Damendoppel   | Cheng Wen-hsing Chien Yu-chin | Meiliana Jauhari Greysia Polii | Miyuki Maeda Satoko Suetsuna            |
| Damendoppel   | Cheng Wen-hsing Chien Yu-chin | Meiliana Jauhari Greysia Polii | Zhang Dan Zhang Zhibo                   |
| Mixed         | Tontowi Ahmad Liliyana Natsir | Hendra Gunawan Vita Marissa    | Sudket Prapakamol Saralee Thungthongkam |
| Mixed         | Tontowi Ahmad Liliyana Natsir | Hendra Gunawan Vita Marissa    | Fran Kurniawan Pia Zebadiah             |

## Finalergebnisse
| Disziplin    | Sieger                        | Finalist                       | Ergebnis            |
| ------------ | ----------------------------- | ------------------------------ | ------------------- |
| Herreneinzel | Lee Chong Wei                 | Lee Hyun-il                    | kampflos            |
| Dameneinzel  | Li Xuerui                     | Adriyanti Firdasari            | 21–18, 21–15        |
| Herrendoppel | Ko Sung-hyun Yoo Yeon-seong   | Alvent Yulianto Hendra Gunawan | 21–17, 21–15        |
| Damendoppel  | Cheng Wen-hsing Chien Yu-chin | Greysia Polii Meiliana Jauhari | 16–21, 21–18, 21–16 |
| Mixed        | Tontowi Ahmad Liliyana Natsir | Hendra Gunawan Vita Marissa    | 21–14, 21–18        |